# Selaginella obtusa
Selaginella obtusa là một loài dương xỉ trong họ Selaginellaceae. Loài này được Spring mô tả khoa học đầu tiên.